# Wijkcentrum Eltheto
Eltheto (Uw koninkrijk kome) is een wijkcentrum aan de Javastraat te Amsterdam-Oost.

## Geschiedenis
De hervormde wijkgemeente van de Indische Buurt opende in 1913 haar wijkgebouw aan de Javastraat. Het ontwerp van Pieter Antonie Johan Scheelbeek bood ruimte voor bijbellezingen, catechisatie, zondagschool, kinderwerk en een volkskoffiehuis. Voorts vergaderden er een aantal instellingen die gelieerd waren aan de geloofsgemeenschap. Een granieten gedenksteen in de portiek herinnert aan de opening van het centrum. Vanaf 1929 hield de Hervormde gemeente kerkdiensten in de Elthetokerk aan de Insulindeweg, hoek Kramatweg. Nadat dit gebouw in 1992 gesloopt werd houdt men de kerkdiensten weer in het wijkgebouw.
In de Javastraat staat het gebouw tussen woningen en winkels. Onderdeel van het wijkcentrum is Eetlokaal LT, een sociaal café. Boven de kerkruimte zijn appartementen waar een leefgemeenschap is gehuisvest die is verbonden aan de kerkgemeente.
Bij een renovatie in 2001 zijn in het wijkcentrum glas-in-loodramen afkomstig uit de in 1992 gesloopte Elthetokerk geplaatst.

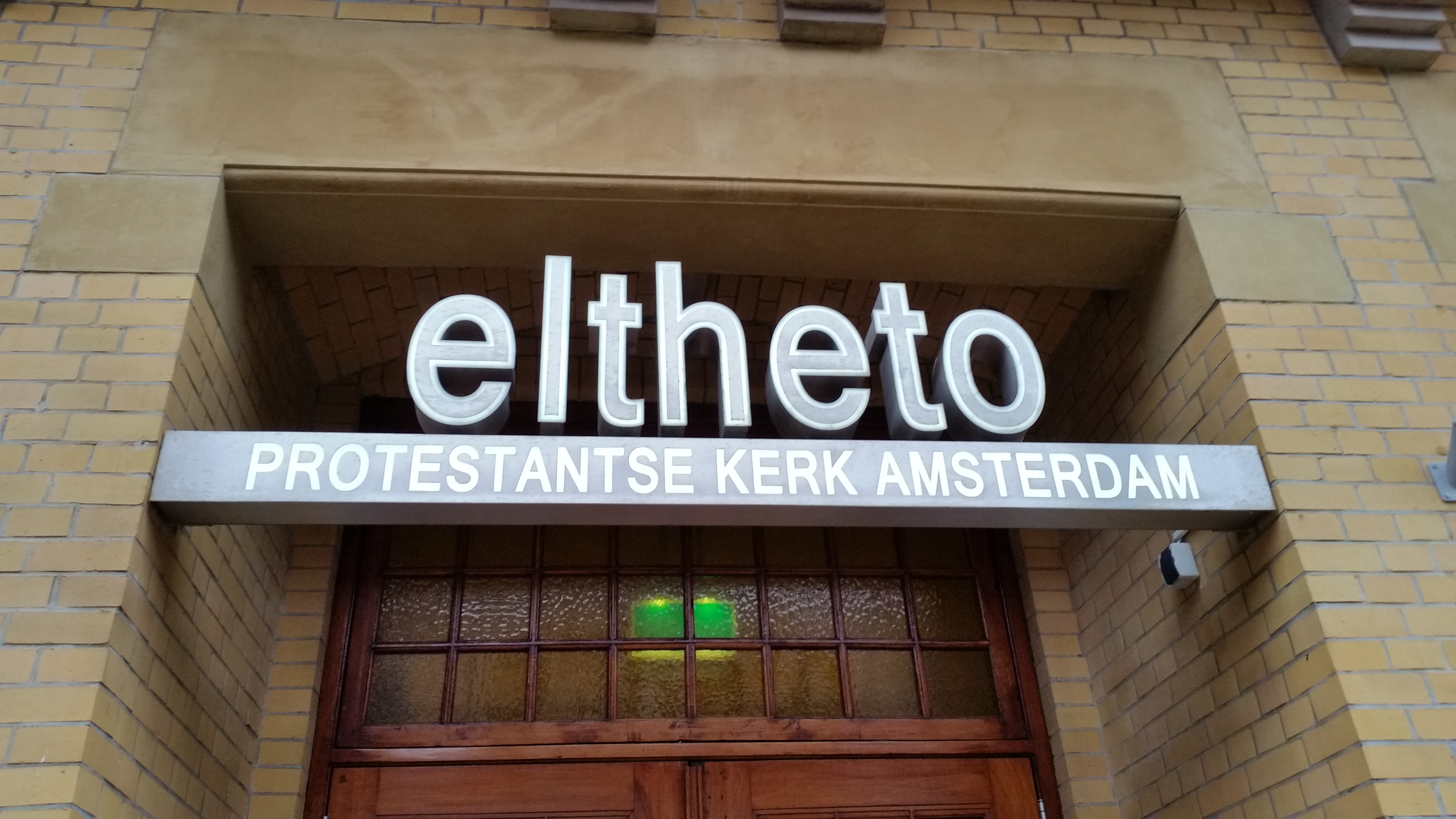
Wijkcentrum Eltheto, Javastraat (januari 2020)

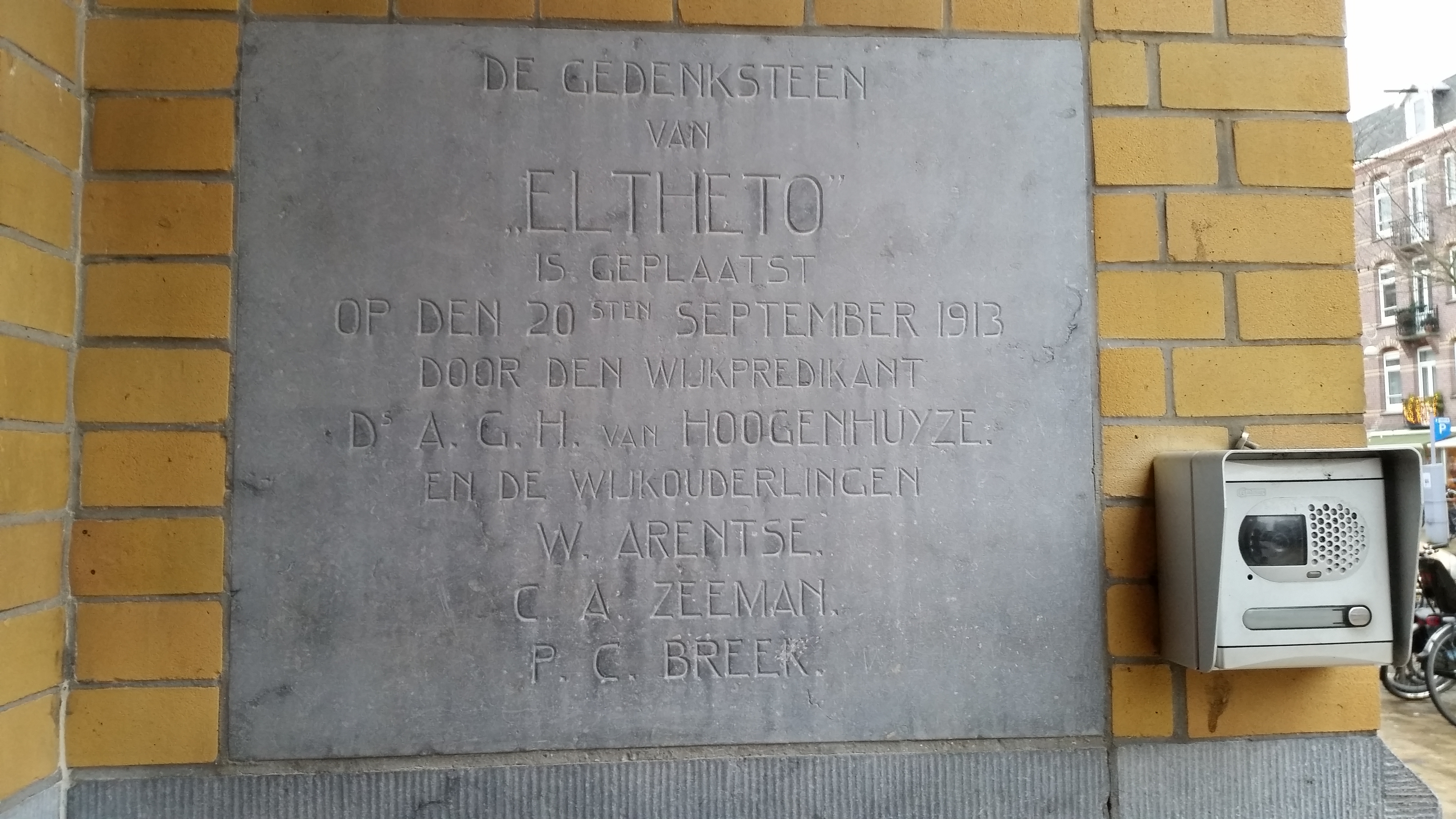
Gedenksteen (januari 2020)